# Caputh

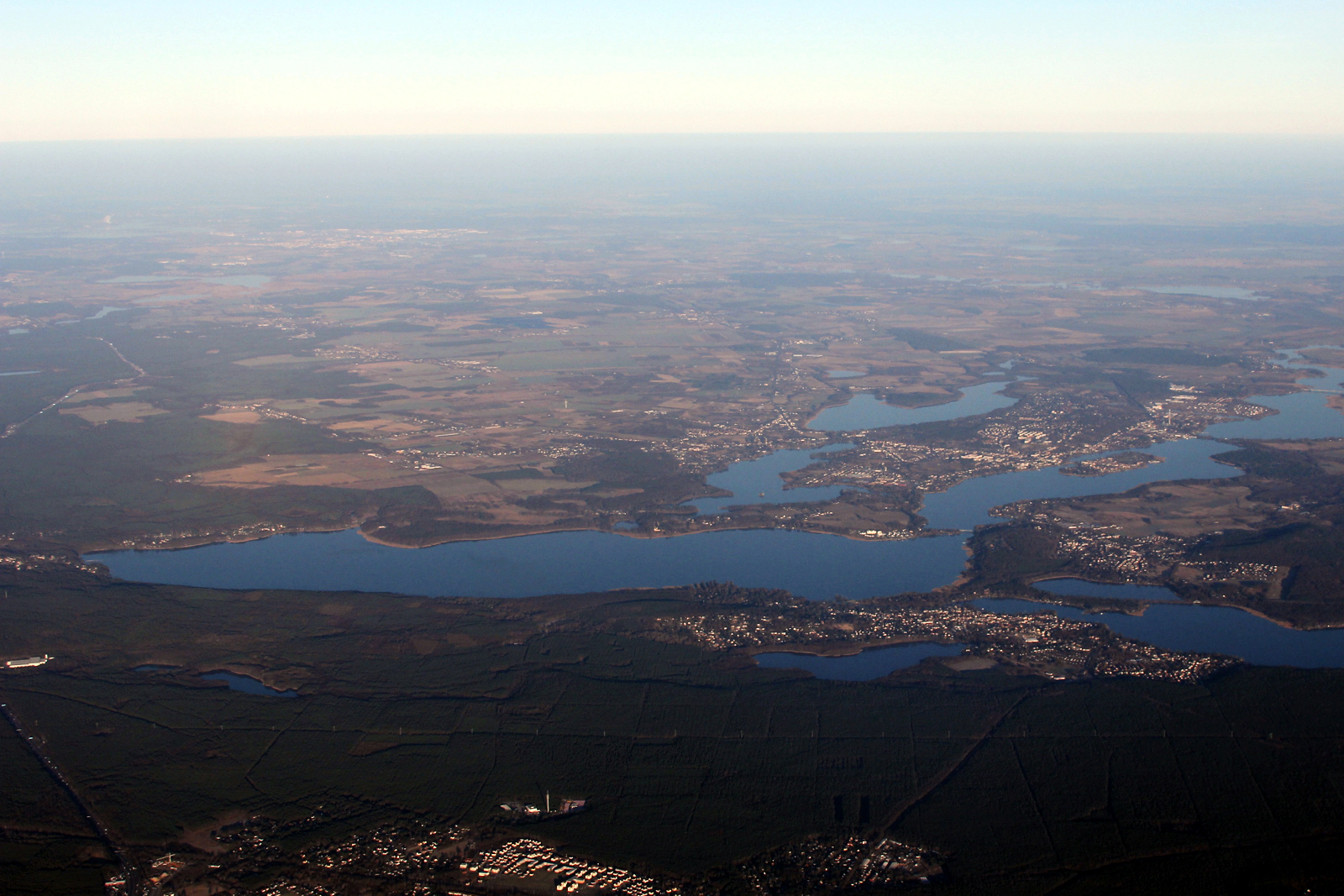
Lage von Caputh am Schwielowsee

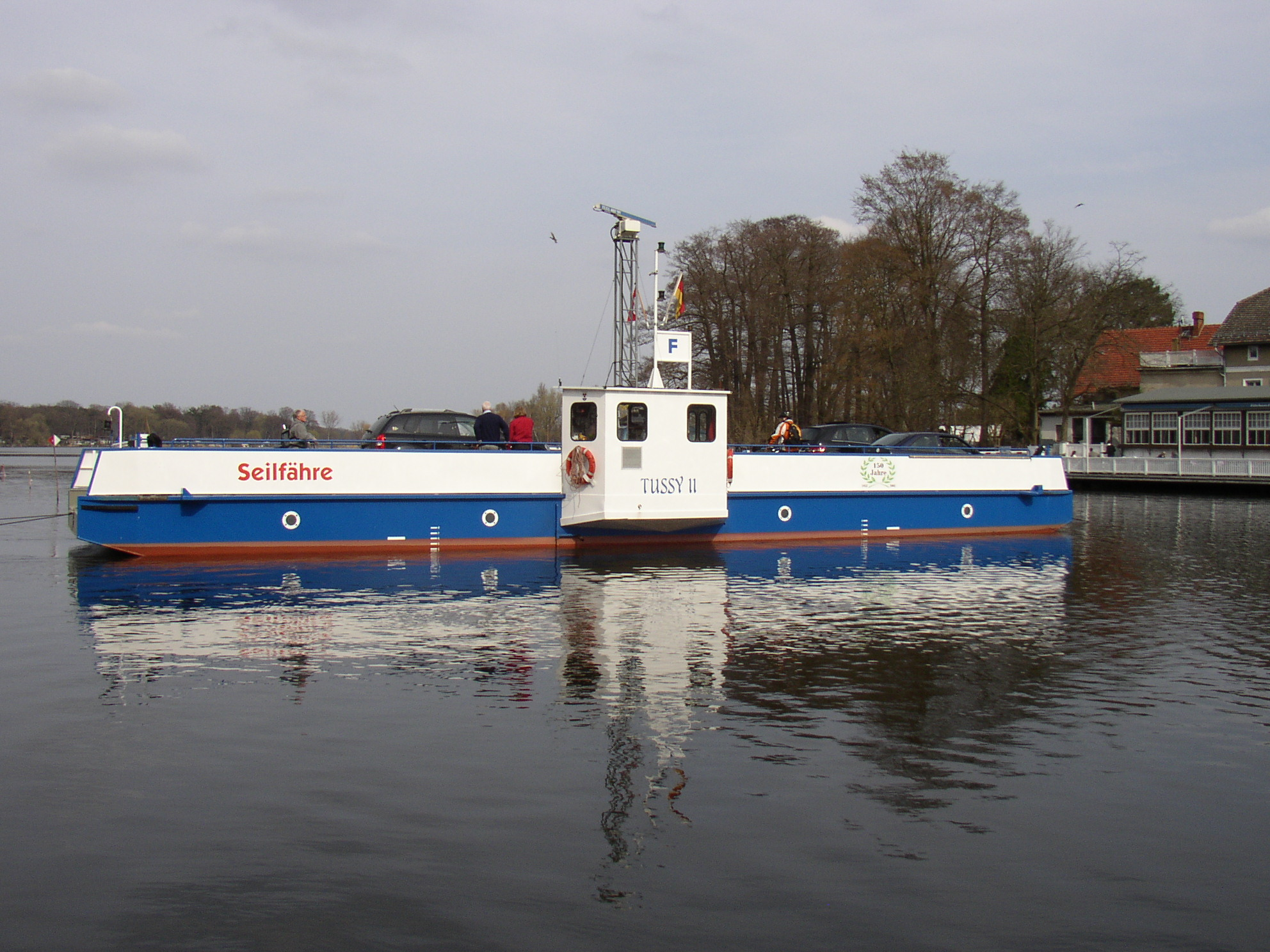
Fähre Caputh (Tussy II)

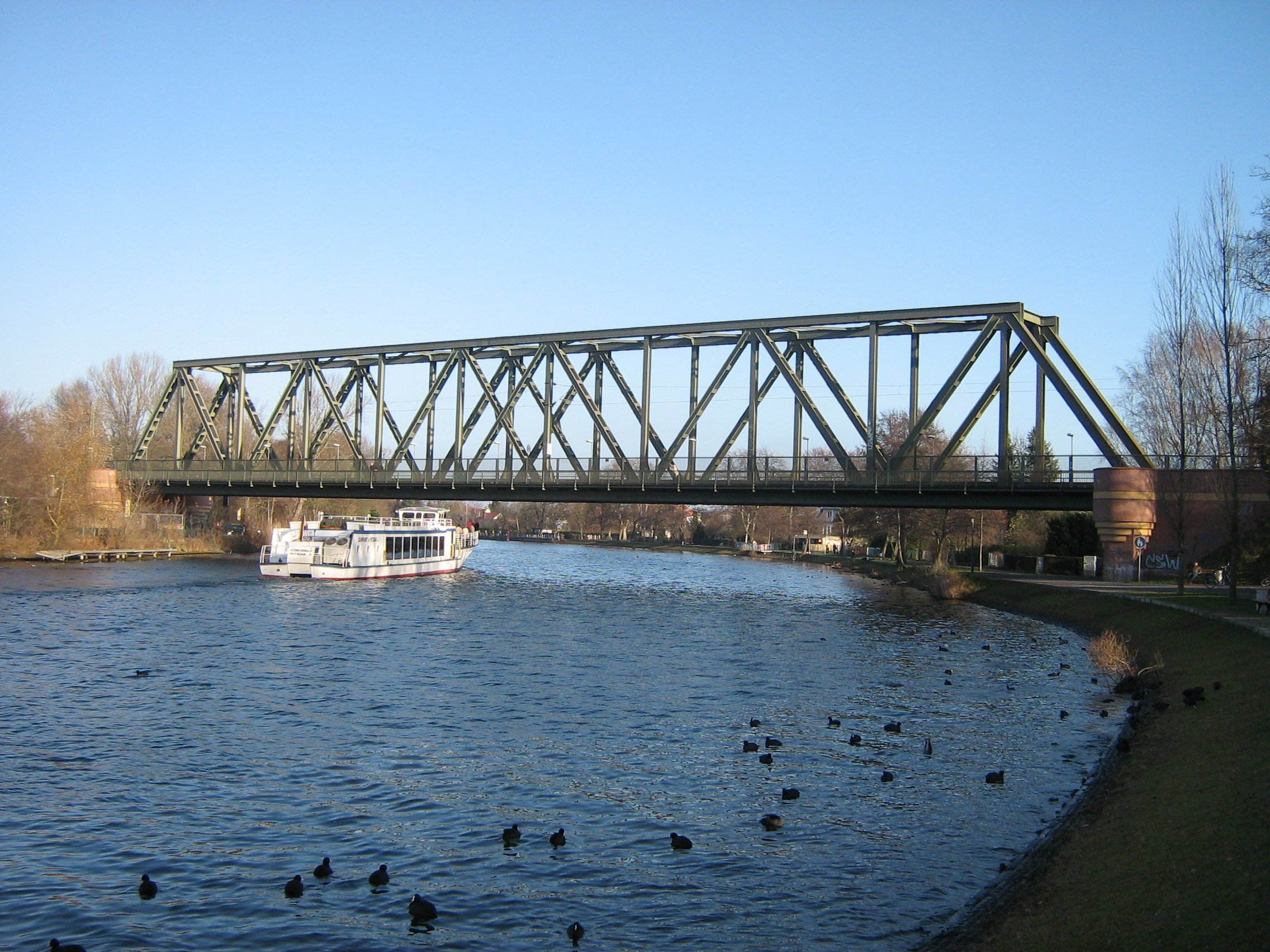
Eisenbahnbrücke über die Havel bei Caputh

Caputh [kaˈpuːt] ist ein Ort in der Gemeinde Schwielowsee im Landkreis Potsdam-Mittelmark in Brandenburg (Deutschland).
Das erstmals 1317 erwähnte, selbständige Dorf Caputh schloss sich am 31. Dezember 2002 mit den Gemeinden Ferch und Geltow zur Gemeinde Schwielowsee zusammen. Caputh liegt südwestlich vor Potsdam am Schwielowsee und am Templiner See, die von der Havel durchflossen werden. Neben seinen landschaftlichen Reizen, die anziehend auf Wassersportler und Wanderer wirken, wurde das Blütendorf durch das Schloss Caputh, die Ortskirche Capuths und Einsteins Sommerhaus bekannt. Über die Havel-Engstelle Caputher Gemünde zwischen Templiner und Schwielowsee gibt es seit 1853 die Fähre Caputh, die seitdem eine Verbindung zur Ortschaft Geltow herstellt.

## Geschichte

### Bronzezeit
Im Lienewitzer Forst belegt ein Schatzfund (zwei goldene Armringe, ein goldblechgetriebenes Gefäß und Golddrahtspiralen) aus der jüngeren Urnenfelderzeit Handelsbeziehungen zum südostmitteleuropäischen Herkunftsgebiet der Fundstücke.

### Ersterwähnung
Im Jahre 1317 wird in einer Urkunde des Markgrafen Waldemar das Dorf Caputh (in der Schreibweise „Capputh“) erstmals erwähnt. Der slawische Kern des Dorfnamens wird von dem Wort Kopyto abgeleitet, bedeutet vermutlich Huf und beschreibt die Hufeisenform des Caputher Sees. Auf Grund der geringen Ausdehnung der Feldmark und der Seen und Wälder rund um das Dorf holten die Bauern ihr Viehfutter und das Heu früher aus der Gegend von Drewitz südöstlich von Potsdam. Noch heute erinnert der Caputher Heuweg an diese Zeit. Die Einwohner von Caputh besaßen keine Fischereirechte. Sie arbeiteten als Waldarbeiter, Teerkocher und in den Ziegeleien der Umgebung. Gut und Schloss waren seit 1548 im Besitz des brandenburgischen Kurfürsten Joachim II. 1608 wurde ein Jagdschloss errichtet, das im Dreißigjährigen Krieg zerstört wurde. 1662 geht das Dorf in den Besitz des Baumeisters Philip de Chiese (Philippe de la Chieze) über.

### Schloss Caputh

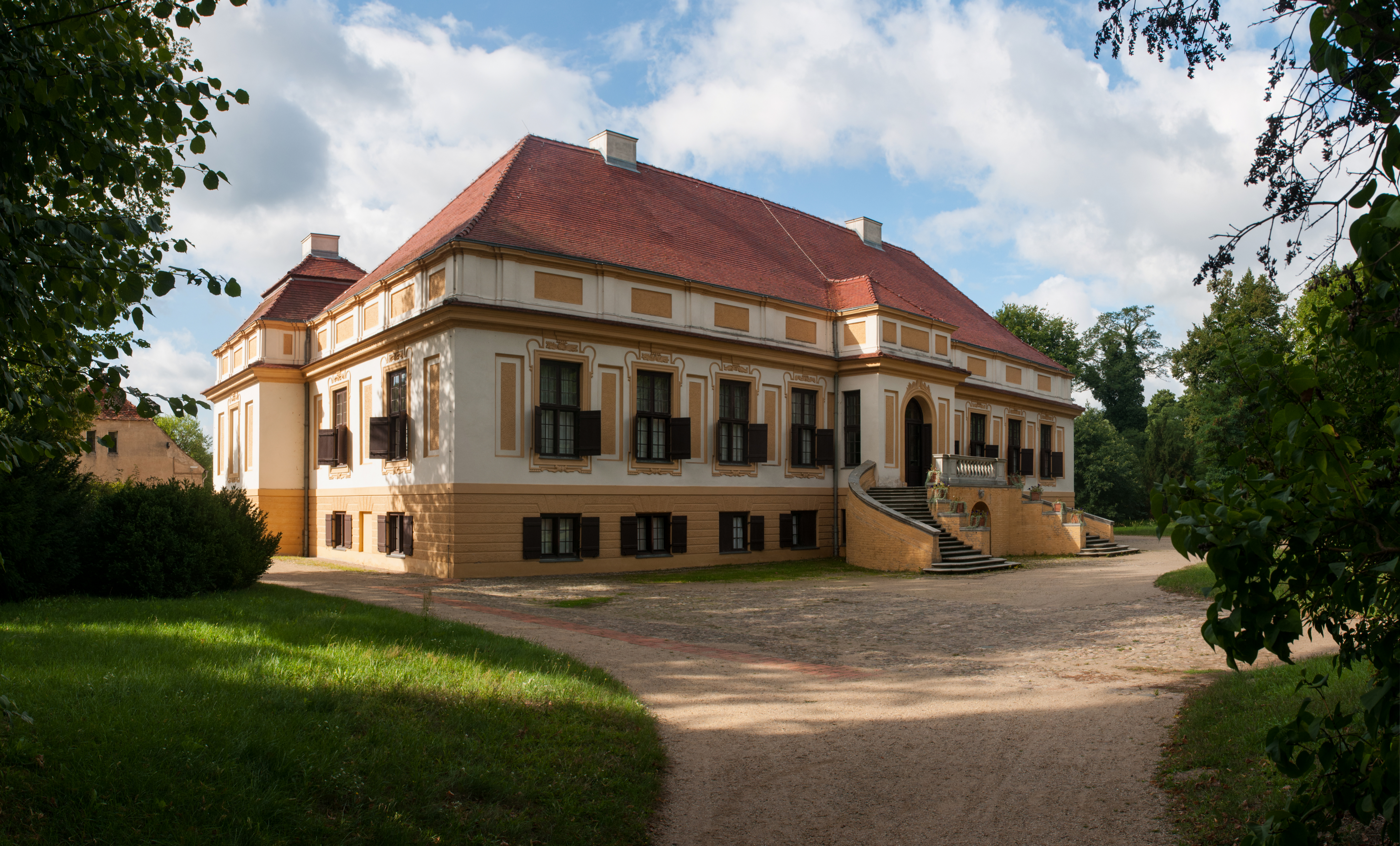
Schloss Caputh

Gut und Schloss, einige Generationen in den Händen derer von Rochow, waren seit der späteren zweiten Hälfte des 16. Jahrhunderts in kurfürstlichem Besitz. 1608 wurde ein Jagdschloss errichtet. Der Große Kurfürst Friedrich Wilhelm überließ das Gut 1662 Philippe de la Chièze, der mit dem Schloss Caputh das einzige bis heute erhaltene Schloss aus dem Brandenburger Frühbarock im Potsdamer Gebiet errichten ließ. 1671 gingen Gut und Schloss wieder in kurfürstlichen Besitz über und wurden Kurfürstinnen(-witwen)- und Prinzessinnen-Sitz. Das Schloss wurde 1673 erweitert und erhielt 1687/1694 eine neue Innenausstattung.
Am 8. Juli 1709 kamen drei Könige im Rahmen des Dreikönigstreffens in das Schloss Caputh. König Friedrich Wilhelm I. nutzte Caputh für gelegentliche Jagdaufenthalte und ließ um 1720 den Fliesensaal mit ca. 7500 holländischen Fayencefliesen im Souterrain des Hauses einrichten. 1820 erhielt Generalleutnant August von Thümen Gut und Schloss in Erbpacht. Der Schlosspark aus dem 17. Jahrhundert wurde unmittelbar nach dem Eigentumsübergang an die Familie von Thümen 1820 von Peter Joseph Lenné umgestaltet. 1908 gelangte das Schloss im Erbwege an die Familie von Willich, die das Schloss bis 1945 bewohnte. Letztes Gutsbesitzerehepaar waren Alfred von Willich (1862–1941) und seine Frau Hertha, geborene von Selchow (1874–1947), denen auch das Gut Neu-Langerwisch gehörte. Der Südwestflügel des Schlosses stammt von 1908/1909. Nach einer Zwischennutzung als Berufsschule für Fotografen und Blumenbinder in der DDR wurden Schloss und Schlosspark Caputh 1995–1999 umfassend restauriert.

### Ortskirche Caputh undCaputher Musiken

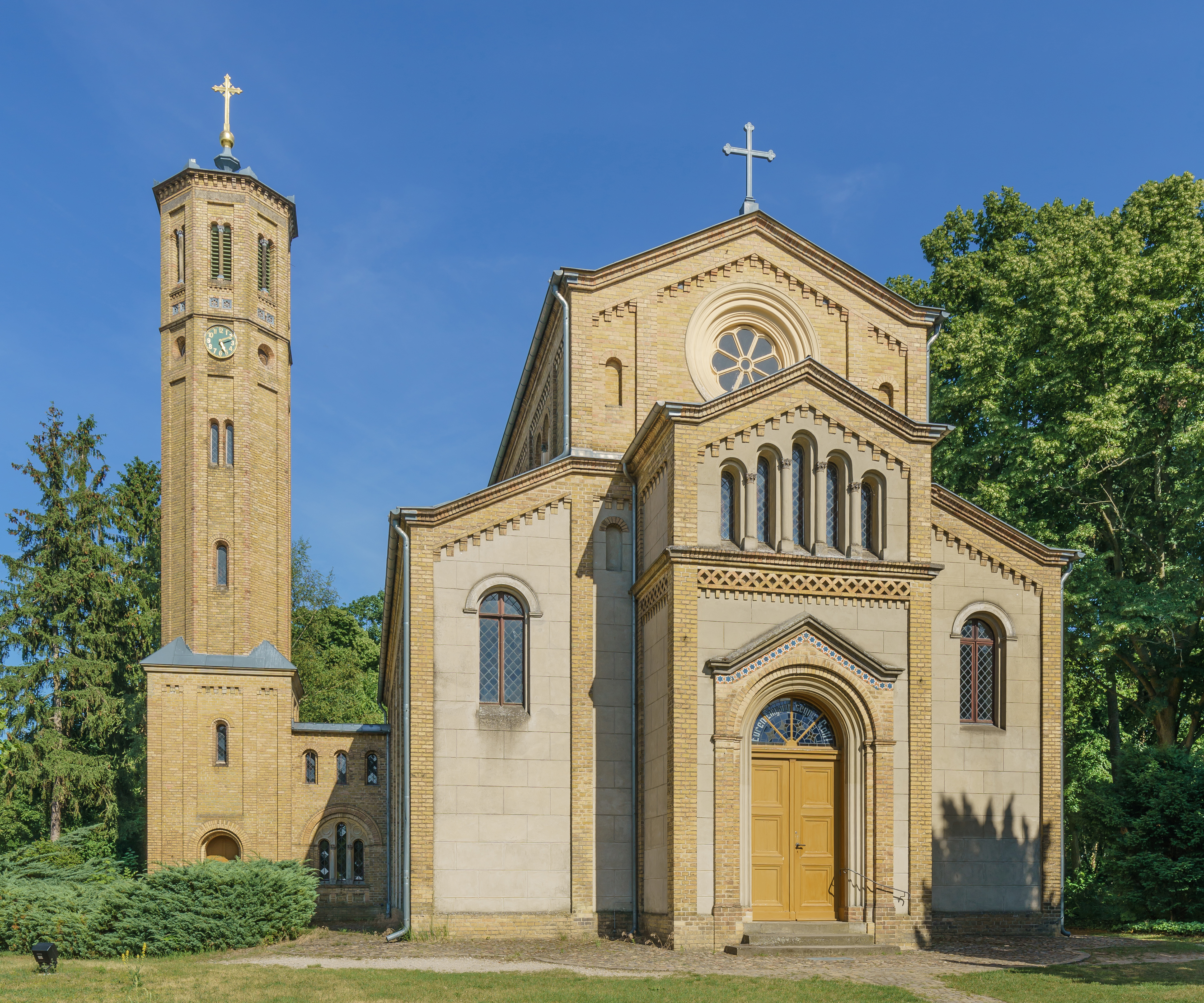
Dorfkirche Caputh

Wann in Caputh eine erste Kirche gebaut wurde, ist nicht mehr feststellbar. Das 1820 vorhandene Kirchenbauwerk war jedoch baufällig und für die Gemeinde zu klein. Es wurden zunächst Umbauten und Reparaturen durchgeführt. 1838 wurde eine kleine gebrauchte Orgel aus dem Oranienburger Waisenhaus angeschafft. Der Bauinspektor Christian Heinrich Ziller, ein Onkel der später in Sachsen bauenden Gebrüder Ziller sowie des in Griechenland wirkenden Ernst Ziller, reichte 1846 einen Umbauvorschlag ein. Dieser wurde abgelehnt, stattdessen Friedrich August Stüler mit einem Neubauentwurf beauftragt. Ziller fertigte Detailzeichnungen an und übernahm von 1850 bis 1852 die Bauleitung. Es entstand eine basilikale Anlage. Die Kirche erhielt außen eine Putzquaderung zwischen Lisenen aus gelblichem Backstein. Die Sakristei verbindet den seitlich danebenstehenden Glockenturm mit dem Ostteil des nördlichen Seitenschiffes. Das Gotteshaus wurde am 8. Februar 1852 in Anwesenheit des Königs Friedrich Wilhelms IV. eingeweiht. 1883 erhielt die Kirche eine neue Glocke aus der Gießerei von Hugo Collier in Berlin. Über die Vorgängerglocke ist nichts bekannt.
Kirche und Schlosshof dienen heute unter anderem als Spielstätte für Barock-Konzerte im Rahmen der Caputher Musiken, die jährlich von April bis Dezember stattfinden.

### Wirtschaftliche Entwicklung seit dem 19. Jahrhundert
Das Schifferdorf Caputh wurde Anfang des 19. Jahrhunderts Umschlagplatz des Zauch-Havelländischen Ziegeleidistrikts für den Wassertransport der Ziegel nach Berlin. Nach dem Rückgang der Ziegelproduktion entwickelt sich Caputh seit dem späten 19. Jahrhundert zum Obstanbau- und Erholungsgebiet für Potsdam und Berlin. Auf einer Landzunge zwischen Havel und Schwielowsee befindet sich das Strandbad Caputh.

### Einsteins Sommeridyll

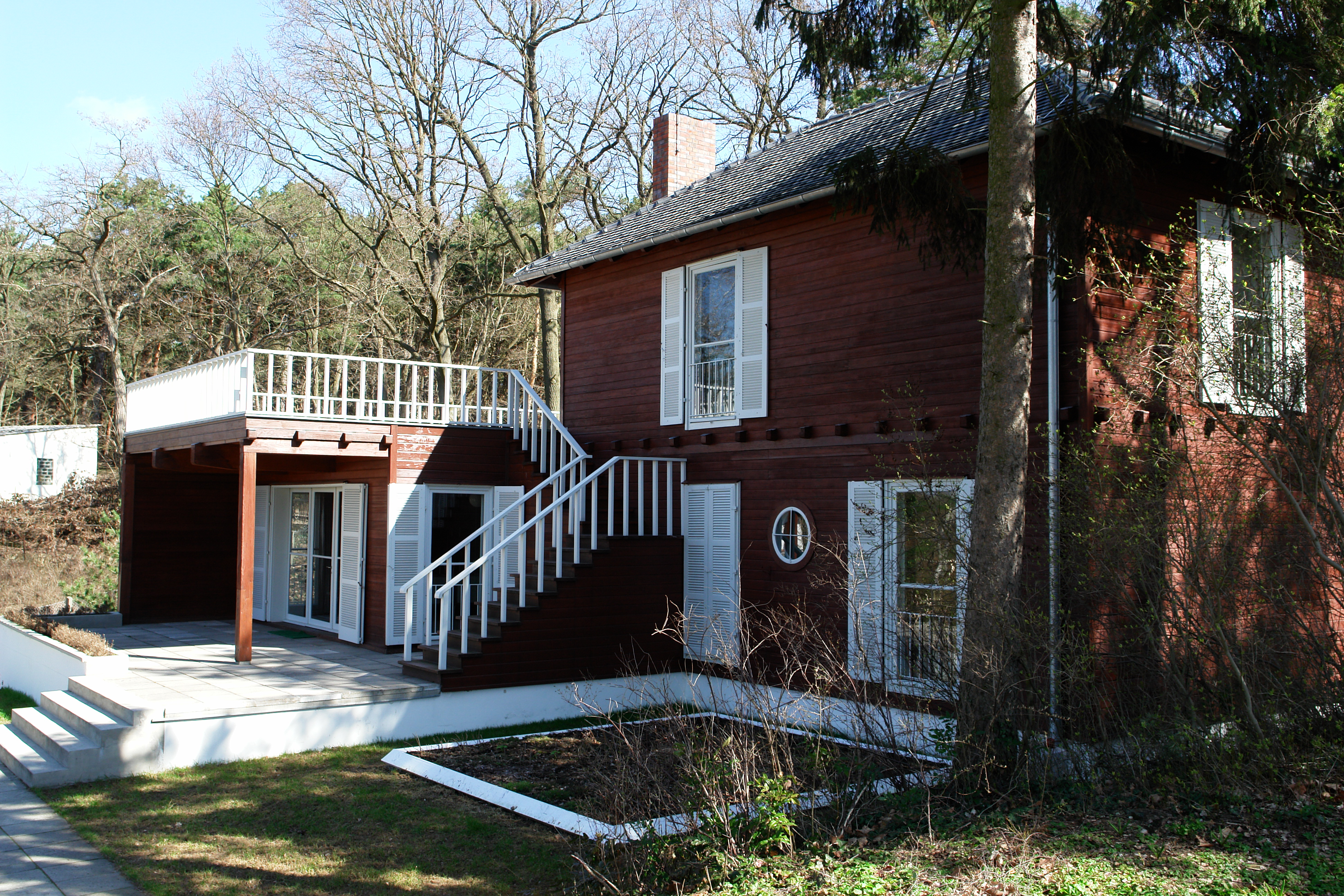
Sommerhaus von Albert Einstein

Von 1928 bis 1932 war Caputh Sommerwohnort Albert Einsteins. Er ließ sich im Jahre 1929 von Konrad Wachsmann ein Sommerhaus direkt am Waldrand bauen. Mit den Worten Komm nach Caputh, pfeif auf die Welt lud Einstein seinen Sohn Eduard in sein hölzernes Refugium und auf sein Segelboot ein. Sein Idyll konnte er nur drei Sommer genießen, da ihn die Machtergreifung Hitlers dazu veranlasste, von einer im Dezember 1932 begonnenen USA-Reise nicht zurückzukehren. Im Zuge der Enteignungen in der Zeit des Nationalsozialismus ging das Haus 1935 in den Besitz der Gemeinde Caputh über.
Das Einsteinhaus Caputh wurde zum Einsteinjahr 2005 instand gesetzt und ist seit Mai 2005 wieder für die Öffentlichkeit zugänglich. Es wird vom Einsteinforum Potsdam als Begegnungsstätte betrieben und kann während der Sommermonate besichtigt werden. Einstein selbst wollte nicht, dass sein Haus jemals als Museum genutzt wird. Eine informative Ausstellung zu Einsteins Sommerhaus mit Dokumenten, Fotos, Videos und Modellen befindet sich daher im Bürgerhaus Caputh.

### Jüdisches Kinder- und Landschulheim

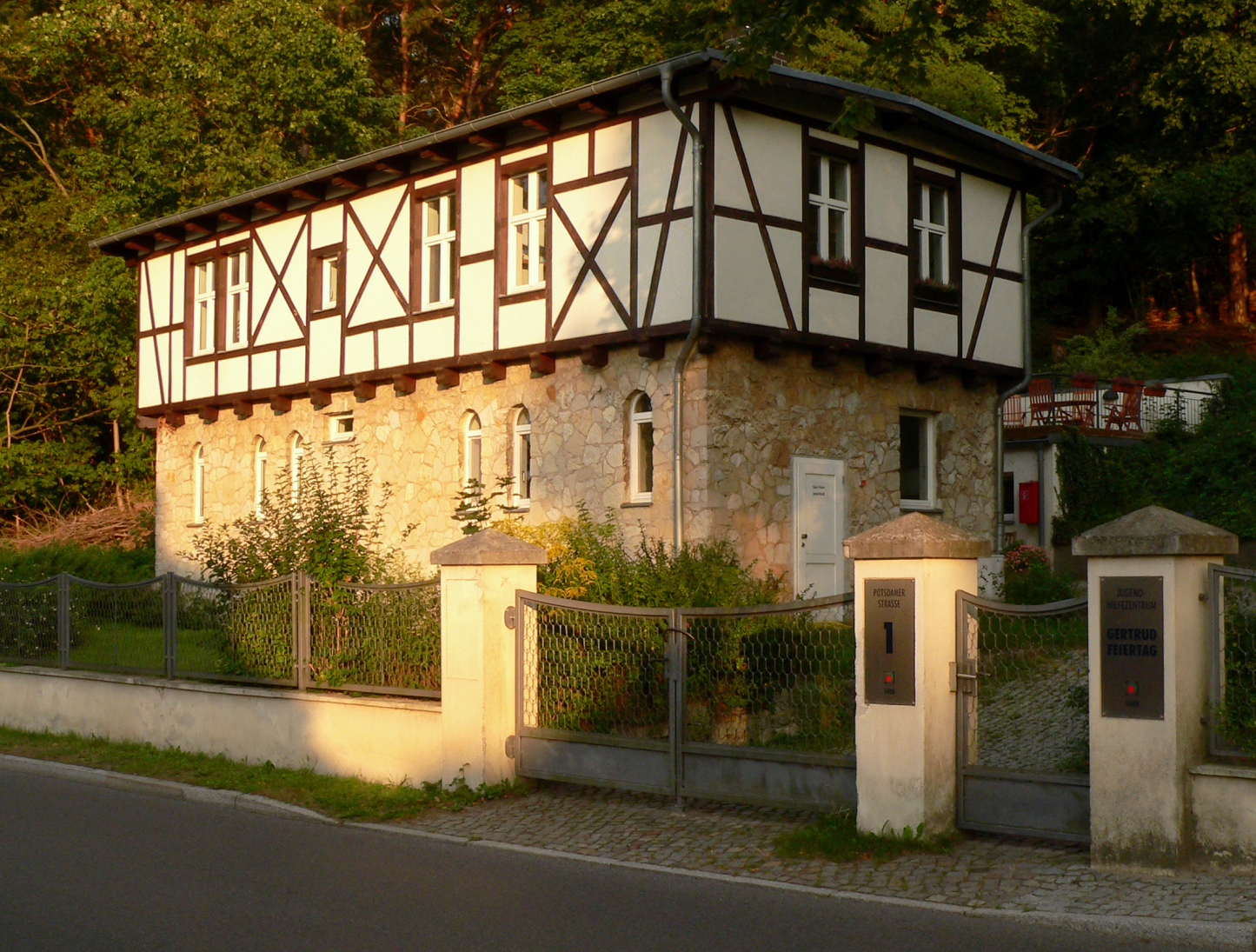
Eingang zum Jugendhilfezentrum Gertrud Feiertag in Caputh, früher Jüdisches Landschulheim Caputh

Seit 1931 betrieb die jüdische Pädagogin Gertrud Feiertag in der Potsdamer Straße ein Kinderheim mit reformpädagogischem Ansatz für zunächst 35 Kinder. Aufgrund der Vertreibung jüdischer Schüler von den Schulen erweiterte sie ihre Kapazität durch Anmietung von Nachbarhäusern, darunter des Sommerhauses von Einstein, auf 80 Personen. Häufige Übergriffe der Nazis und ein Überfall im Zusammenhang der Pogromnacht von 1938 mit Zerstörung der Inneneinrichtung erzwangen die Schließung des Hauses. Gertrud Feiertag wurde nach Auschwitz deportiert, wo sie 1943 ums Leben kam. Später wurde das Haus als allgemeines Kinderheim betrieben. 1986 wurde es nach Anne Frank benannt, an die seit 1988 eine Gedenktafel erinnert. Heute ist dort ein Jugendhilfezentrum untergebracht, das seit 2008 nach Gertrud Feiertag benannt ist. An sie erinnert in Caputh auch der Name einer Straße und ein Stolperstein.

### Erste Gärtnerische Produktionsgenossenschaft der DDR
Im Oktober 1957 wurde in Caputh die erste Gärtnerische Produktionsgenossenschaft (GPG) der DDR gegründet – vergleichbar sind Landwirtschaftliche Produktionsgenossenschaft (LPG) und Produktionsgenossenschaft des Handwerks (PGH).

## Kultur und Sehenswürdigkeiten
Die Baudenkmale in Caputh sind auf Grundlage der veröffentlichten Landesdenkmalliste mit dem Stand vom 31. Dezember 2013 in der Liste der Baudenkmale in Caputh aufgeführt.

### Rock in Caputh
Rock in Caputh ist ein gemeinnütziges Open-Air-Musikfestival in Caputh bei Potsdam. Das Projekt wird jährlich von mehr als 100 freiwilligen Helfern vorbereitet.

## Verkehr

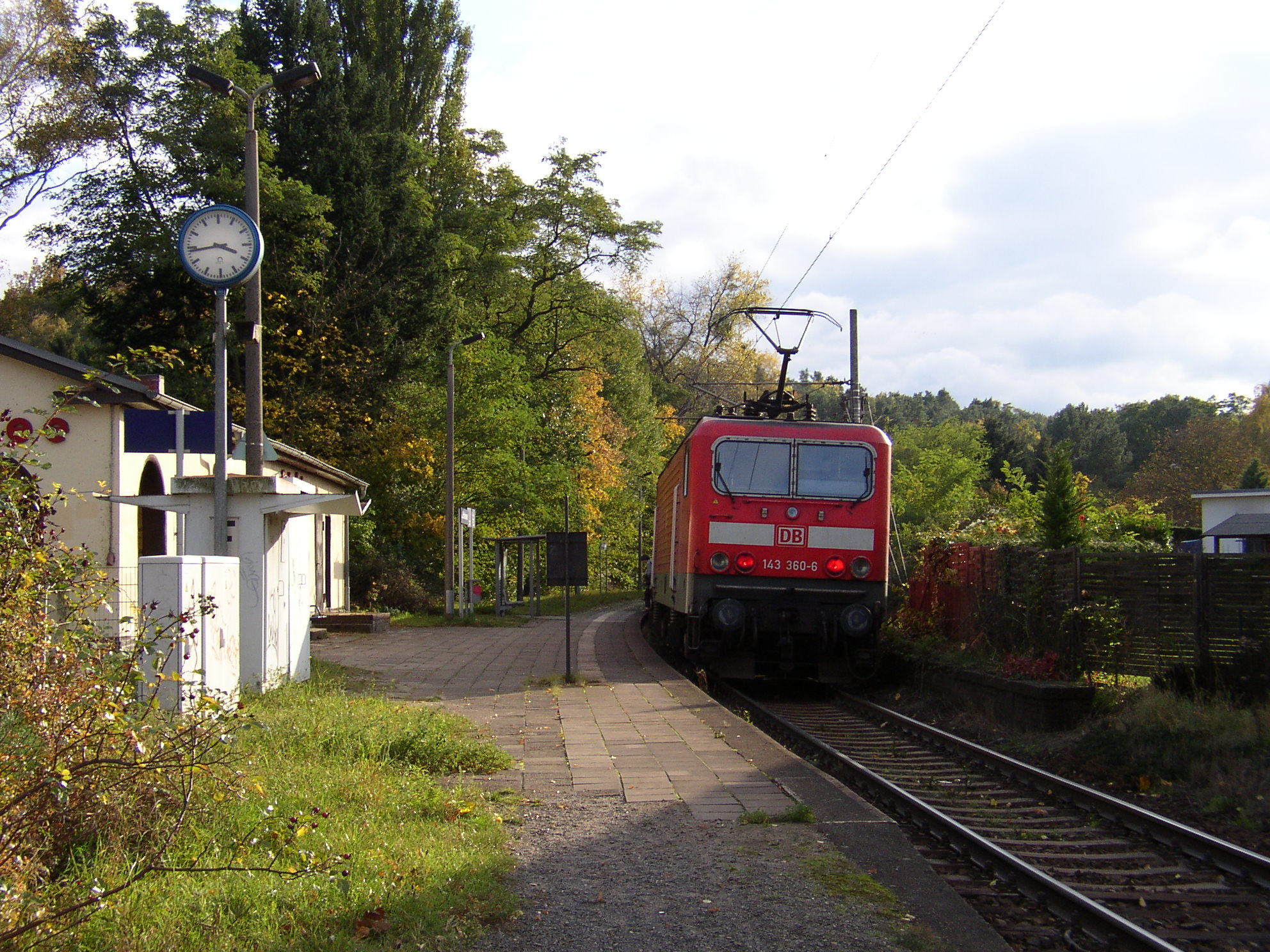
Regionalbahn am Haltepunkt Schwielowsee

Die Eisenbahnbrücke über das Caputher Gemünde wurde 1905/1906 erbaut. 1908 wurde der Abschnitt Wildpark-Caputh-Beelitz als Teil der Bahnstrecke Jüterbog–Nauen eröffnet. Am 5. November 1923 hielt der erste Zug am Bahnhof Caputh-Schwielowsee.
- Das Busunternehmen Regiobus Potsdam-Mittelmark bietet eine Busverbindung von Potsdam über Caputh nach Ferch an.
- Die beiden Haltepunkte Caputh-Geltow und Caputh-Schwielowsee an der Umgehungsbahn werden von der Regionalbahnlinie RB 33 Potsdam–Jüterbog bedient.
- In Caputh gibt es zwei Anlegestellen für Fahrgastschiffe des Unternehmens Weiße Flotte Potsdam. Diese Anlegestellen befinden sich unmittelbar am Schloss Caputh und im Caputher Gemünde in der Nähe der Fähre Tussy II. Das Unternehmen führt mit seinen Schiffen Rundfahrten auf den Havelseen durch.

## Persönlichkeiten

### Söhne und Töchter des Ortes
- Hermann Sello (1800–1876), Hofgärtner
- Werner Blankenburg (1905–1957), einer der Hauptverantwortlichen für die nationalsozialistischen „Euthanasie“-Morde („Aktion T4“), der Vernichtung der polnischen Juden in der „Aktion Reinhard“ sowie die Röntgenkastrationsversuche im KZ Auschwitz
- Gerhard Behrendt (1929–2006), Regisseur, Puppengestalter und Erfinder des Sandmännchens des Deutschen Fernsehfunks Berlin
- Hans Neie (1932–2017), Kinderdarsteller
- Werner Fischer (1950–2023), Oppositioneller in der DDR
- Barbara Czekalla (* 1951), Volleyballspielerin
- Stefan Lehmann (* 1951), Klassischer Archäologe
- Rainer Land (* 1952), Sozial- und Wirtschaftswissenschaftler
- Christoph Links (* 1954), Verleger
- Horst Günter Marx (* 1955), Schauspieler
- Petra Blossey (* 1956), Schauspielerin in der RTL-Serie Unter Uns
- Madeleine Wehle (* 1968), TV-Moderatorin

### Weitere mit Caputh verbundene Persönlichkeiten
- Kathrin Freundner, deutsche Schauspielerin, lebt in Caputh
- Thomas Freundner, Filmregisseur und Maler, lebt in Caputh
- Magnus Zeller, Ehrenbürger Capuths, lebte ab 1937 in der Geschwister-Scholl-Straße 8